# Муса Сила
Муса Сила (на френски: Moussa Sylla) е френски футболист, който играе на поста десен бек.

## Кариера
На 1 юли 2020 г. Сила става част от отбора на Шоле. Прави дебюта си на 21 август при равенството 0:0 като домакин на Бург-Перона.

### Хебър
На 7 септември 2022 г. Муса е обявен за ново попълнение на Хебър. Дебютира на 10 септември при загубата с 1:0 като гост на Черно море.